# Exposition Universelle, Pariz 1889.
Exposition Universelle 1889 bila je svjetska izložba održana u Parizu, Francuska od 6. svibnja, do 31. listopada, 1889.
Održana je u 100 godini pada Bastille, simbola početka Francuske revolucije, sajamska izložba uključivala je rekonstrukciju Bastille i njezine okolice.
Ova izložba održana je na prostoru od 0,96 km², a to je uključivalo; Champ de Mars, Trocadéro,  quai d'Orsay, dio obala rijeke Seine i park Invalides. Transport po izložbi bio je organiziran malom, svega 3 km dugom željeznicom.

## Građevine
Najveća atrakcija ove izložbe bio je Eiffelov toranj, inženjera Gustav Eiffela koji je dovršen 1889., i služio je kao ulaz u izložbeni prostor. Izložba se održavala na Marsovim poljanama (Champ de Mars), na kojima je već bila održana Pariška svjetska izložba 1867-,  i na kojima će se održati Svjetska izložba 1900. godine.
Druga značajna građevina bila je Galerie des machines, projektirana od arhitekta Ferdinanda Duterta (1845. – 1906.) i inženjera Victora Contamina (1840. – 1893.), ova dvorana služila je i za izložbu 1900. a zatim je porušena 1910.  Sa svojih 111 metara, to je bila građevina s najvećim interijerom na svijetu u to doba. I ova građevina bila je konstruirana od željeznih i čeličnih cijevi.

## Atrakcije
- Jedna od velikih atrakcija ove izložbe bilo je crnačko selo (village nègre), u kojem je boravilo 400 autoktonih crnačkih domorodaca.

## Izložba u brojevima
- Troškovi: 41 500 000 Franaka
- Prihod: 49 500 000 Franaka
- Posjetioci: 28 000 000
- izlagači: preko 61 722, od toga 55% francuskih

## Ostalo
Hrvatski izumitelj Josip Belušić na ovoj je izložbi predstavio svoj izum velocimetar, koji je godinu poslije prihvaćen i primijenjen na pariškim kočijama.